# Ivan Vsevolozjskij
Ivan Aleksandrovitj Vsevolozjskij (ryska: Иван Александрович Всеволожской), född 2 april 1835 i Kejsardömet Ryssland, död 10 november 1909 i Sankt Petersburg, var en rysk teater- och museiföreståndare. Han var föreståndare för Mariinskijteatern i Sankt Petersburg mellan 1881 och 1898 samt föreståndare för Eremitaget från 1899 fram till och med sin död 1909.
Som föreståndare för Mariinskijteatern var Vsevolozjskij bland annat inblandad i arbetet med uruppförandet av baletten Nötknäpparen från 1892, där han samarbetade med kompositören Pjotr Tjajkovskij och balettmästaren Marius Petipa.
Den ryske konsthistorikern Alexandre Benois samt den amerikanske musikologen Roland John Wiley menar att Vsevolozjskij hade en avgörande roll i återupplivandet av baletten som en erkänd och aktansvärd konstform i Ryssland.